# 박닌성
박닌성(베트남어: Bắc Ninh / 北寧省)은 베트남 북부 홍강 삼각주 지역에 위치한 성이다. 이 성은 문화적으로 풍요로우며, 전통 민요인 꽌호로도 잘 알려져 있다. 꽌호는 2009년 유네스코에 의해 세계문화유산으로 인정받았다.

## 역사
박닌성은 홍강 문명과 밀접하게 연결된 오랜 풍부한 역사를 지니고 있다. 현재의 투언타인시사에 위치한 뤼러우 (羸婁)는 고대 베트남에서 가장 이른 시기에 형성된 정치, 문화, 종교 중심지 중 하나였으며, 한나라 시기의 교지군(交趾郡) 치소로 기능했다. 고고학적 증거에 따르면 이 지역에는 수천 년 전부터 사람들이 거주하며 까우강, 저우강, 즈엉강, 응우후옌케강, 띠우뜨엉강을 따라 마을을 형성하고 농업과 수공업을 병행하며 생활해 왔다. 많은 유적지에서 발견된 동손 청동북, 단검, 도끼, 창, 갑옷 조각, 주형 등은 이 지역의 금속 가공 및 도자 제작 기술이 매우 발달했음을 보여준다.
이 지역은 베트남 신화와 전설에서도 중요한 위치를 차지하며, 낑즈엉브엉 (涇陽王), 락롱꾸언 (貉龍君), 어우꺼 (甌姬)와 같은 전설적인 인물들과 관련이 있다. 투언타인시사에는 낑즈엉브엉의 능묘와 락롱꾸언, 어우꺼를 모신 사당 등 많은 역사 유적지가 있다.
홍방 시대에 박닌은 문랑국의 15개 행정 구역 중 하나였던 부닌 지역 (武寧部)에 속했다. 중국의 지배하에 있었던 시기, 뤼러우는 특히 2세기 후반부터 9~10세기까지 중요한 도시 및 상업 중심지로 번영했다. 유교와 한당 문화가 이 지역에 전파되어 확산되었으며, 뇌루는 또한 베트남 최초의 불교 중심지로 자리매김하였다. 저우 사원(베트남어: Chùa Dâu, 한자: 延應寺 연응사)를 중심으로 다양한 사찰, 비문, 유물이 남아 있으며, 고주법운비와 같은 석비가 대표적이다. 오늘날에도 저우 사원 축제는 북부 베트남 최대 규모의 불교 행사 중 하나로, 사계신(뜨팝, 四法) 행렬 등 전통 의식을 포함하고 있다.
응오 왕조 시기, 이 지역은 교주 (交州)에 속했으며 오늘날의 하노이, 박닌, 흥옌 일부 지역을 포함했다. 10세기 12사군 혼란기에는 응우옌투띠엡 (Nguyễn Thủ Tiệp)과 리쿠에 (Lý Khuê) 두 장군이 띠엔주와 투안타인을 거점으로 박닌 지역을 점령했다. 이후 리 왕조가 들어서면서 꼬팝 (Cổ Pháp) 지역에 티엔득부가 설치되었으며, 박닌은 리 왕조의 발상지로, 리꽁우언 황제 (리 태조), 리 인종 황제, 학자 레반팅 ( 黎文盛) 등 역사적으로 중요한 인물들을 배출하였다. 이 지역은 또한 베트남의 첫 독립 선언문으로 여겨지는 ‘남국산하 (南國山河)’ 시와도 관련이 깊다.
쩐 왕조 말기에 전국은 24개의 행정 단위로 나뉘어 있었다. 박닌은 박장로 (北江路) 에 속했다. 1490년, 레 성종 왕은 박닌을 레 왕조 13개 행정 구역 중 하나인 경북 (Kinh Bắc, 京北)에 편입시켰다.
1831년,  응우옌왕조 명명제의 행정 개편에 따라 박닌성은 공식 설치되었으며, 현재의 박닌, 하노이의 일부, 흥옌의 일부를 포함했다. 탕롱(현재 하노이)과 중국 국경을 연결하는 군사도로가 지나던 박닌은 전략적으로 매우 중요한 지역이었다. 1884년, 프랑스는 이 지역을 점령하며 북부 식민 지배를 강화하였다.
1895년, 랑장부 (諒江府)가 분리되어 박장성이 신설되었고, 이후 수십 년 동안 박닌의 일부 지역이 빈옌, 흥옌 등 인접 성으로 이관되거나 다시 편입되는 등 여러 행정 변경이 이루어졌다.
1962년, 박닌과 박장이 합쳐져 하박성 (河北省)이 탄생했다. 박장시가 성도로 지정되었지만, 박닌은 여전히 경제·문화 중심지로 기능하였다. 이후 여러 현이 통폐합되었고, 1997년에는 하박성이 다시 박닌성과 박장성으로 분리되었다.
분리 이후 박닌은 급속한 도시화를 겪었다. 성도인 2006년 시로 승격되었으며, 2017년에는 1급 도시로 지정되었다. 2021년에는 뜨선 (Từ Sơn)이 시로 승격되었고, 2023년에는 투언타인과 꾸에보가 각각 시급 행정구역으로 전환되었다.
2025년 6월 12일, 베트남 국회는 202/2025/QH15호 결의에 따라 박장성을 박닌성에 통합하였다. 통합된 신설 박닌성은 총면적 4,718.60㎢, 인구 약 361만 명의 새로운 행정 단위가 되었다.

## 지리

### 지형
박닌성은 지형이 평야에서 구릉지대까지 길게 펼쳐져 있으며, 북부 산악 지역과 남부 홍강 삼각주 사이의 완충 지대 역할을 한다. 비록 대부분의 자연 면적이 산과 언덕으로 이루어져 있지만, 전체적으로 지형이 심하게 단절되지는 않았다. 성 전체 면적의 약 40%는 평야와 낮은 구를지대로, 주로 서부와 중심 지역에 집중되어 있다. 성의 북쪽과 동남쪽은 해발 300m에서 900m에 이르는 고산림 지대로 이루어져 있다. 낮은 산과 구릉지대, 그리고 평야는 동남쪽의 동찌에우(Đông Triều) 산맥과 북서쪽의 박선(Bắc Sơn) 산맥이라는 두 개의 활꼴 산맥 사이에 자리 잡고 있다. 동찌에우 산맥에는 옌뜨(Yên Tử) 산맥이 있으며, 평균 고도는 해발 300~900m로, 최고봉은 1,068m에 달한다. 성의 동북부 지역, 꽝닌성과 접한 산악 지대에는 7,153헥타르에 달하는 케로(Khe Rỗ) 원시림이 있으며, 이곳은 생물 다양성이 매우 풍부하다. 해당 지역에는 목본 식물 236종, 약용 식물 255종, 포유류 37종, 조류 73종, 파충류 18종이 서식하고 있다.
박닌성은 하천 밀도가 평균 1~1.2km/km²에 이를 정도로 조밀한 수계 구조를 가지고 있으며, 특히 즈엉강(Đuống), 까우강(Cầu), 타이빈강(Thái Bình), 트엉강(Thương), 룩남강(Lục Nam) 등 육두강 수계의 주요 5개 하천이 성을 가로지른다. 즈엉강은 박닌 지역을 따라 42km 흐르며, 연간 약 316억 m³의 풍부한 유량과 높은 부유물 농도를 지닌 비옥한 강이다. 까우강은 290km 중 70km가 박닌성 구간으로, 수량이 풍부하나 건기에는 수위가 급격히 낮아지는 특징이 있다. 타이빈강은 17km 구간이 성을 통과하며, 유역이 황폐하여 탁수가 많고 퇴적이 심한 하천이다. 트엉강은 지질에 따라 물 색이 양분되어 흐르는 독특한 형태를 보인다. 룩남강은 석회암 지대를 흐르며, 연중 맑은 수질을 유지한다. 이들 하천은 농업용수, 홍수 조절, 수운 및 생활·공업용수 공급 등 다방면에서 중요한 역할을 하고 있다.

## 행정 구역
박장성을 박닌성에 합병한 후, 박닌성의 행정 체계는 2단계 지방 행정 모델로 재구성되었다. 즉, 이전처럼 군(현) 단위가 완전히 폐지되고, 성과 사(社)·방(坊) 두 단계 관리 체계만 남게 되었다. 중간 행정단위인 군, 현, 성 직할 도시 등을 거치지 않고, 총 99개의 사와 방(사 66개, 방 33개)이 성 정부의 직접 관리 하에 들어갔다.
사(社)는 베트남의 최신 2단계 지방 행정 체계에서 가장 기초적인 행정 단위로, 주로 농촌, 교외, 외곽 지역에 위치해 있다. 반면, 방(坊)은 ‘사’와 동등한 행정단위이지만 도시 지역에 해당하는 구역을 나타낸다. 즉, ‘방’은 도시 내에서 ‘사’에 해당하는 행정 단위다.
이는 성 단위가 기초 단계까지 직접 관리 책임을 더 많이 맡게 된다는 의미이며, 사와 방 단위도 중간 단계를 거치지 않고 관리와 주민 서비스 업무에 더 큰 책임을 지게 되었다는 뜻이다. 이 모델은 행정 조직을 간소화하고 중간 단계의 수를 줄여서 관리의 자율성과 효율성을 높이며, 운영 비용 절감과 기초 행정 서비스 품질 향상을 동시에 도모하는 데 목적이 있다.

## 인구
베트남 박닌성과 박장성이 통합된 새로운 박닌성은 총 면적이 약 4,718.6㎢, 인구는 약 3,619,433명에 이른다. 이를 기준으로 할 때 평균 인구 밀도는 ㎢당 약 767명으로, 전국 평균인 ㎢당 약 314명보다 훨씬 높은 수준이다. 인구는 주로 박닌시, 박장시, 뜨선시, 그리고 비엣옌 시사 등 주요 도시 지역에 집중되어 있으며, 이는 해당 지역의 급속한 도시화와 산업 발전을 잘 보여주는 지표이다.

## 경제

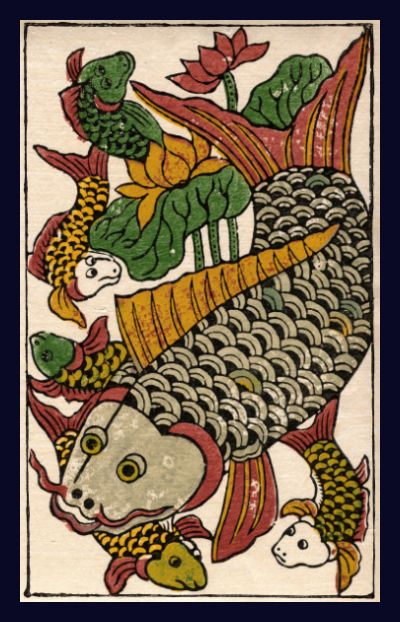
동호 목판 공예

합병 이전, 박닌성은 매우 역동적이고 현대적인 경제를 가진 지역이었다. 박닌성은 중국과 ASEAN 자유 무역 지대의 형성으로 크게 성장할 것으로 예상되는 베트남과 중국을 연결하는 주요 교통 동맥에 자리 잡고 있다. 박닌성은 또한 또한 다음의 경제 개발 트라이앵글 지대에 있다.
1. 난닝 - 랑선 - 하노이 – 하이퐁
2. 난닝 - 싱가포르 경제 회랑, 하노이 수도 도시 계획 지역
3. 분주한 하노이 - 하이퐁 - 박닌

박닌성은 유명한 산업 발전 지대로 알려져 있으며, 산업화 - 근대화의 긴 단계로 급속히 발전해 왔다. 박닌성에는 총면적이 76.81km2에 달하는 15개의 산업단지가 있으며 그중 9개가 효과적으로 운영되었다. 이 산업 단지에는 캐논, 삼성, P&Tel, 스미토모, 폭스콘, ABB, 오리온, 펩시코 및 노키아에서 투자한 프로젝트를 포함하여 총 37억 달러가 넘는 272개의 외국인 직접 투자(FDI) 프로젝트가 있다. 이들의 등록 자본 총액이 10억 달러 이상이고 노동력은 83,000명 이상이며 254개의 국내 프로젝트를 유치했다. 박닌성은 수공예품을 생산하는 120개의 마을을 있으며 그중 62개는 구리 주조(다이바이-자빈), 철과 강철(다호이-뚜선) 그리고 목재제품(동끼- 낌선)을 생산하도 있다. 이들은 박닌성의 경제 발전에 크게 기여할 수 있는 높은 잠재력과 우수한 기술을 보유하고 있다.
2015년 GRDP(총생산액)는 2014년에 비해 8.7% 증가했다. 농업, 임업, 어업이 5.3%, 산업과 건설이 75.6%, 서비스가 19.1%로 경제 구조가 건전한 구조로 변경되었다. 산업 생산액은 610조 동(6조 1천억 원)으로 9.1% 증가했다. 재화와 소비재 소매 총액은 39.7조 동(3,970억 원) 이상으로 15.4% 증가했으며, 총수출 회전율은 232억 USD로 6.4% 증가한 것으로 나타났으며, 주 예산총액은 14조 5000만 동(6,730억 원)으로 14.3% 증가했다.
2024년 기준, 지역내 총생산(GRDP)은 약 232,800억 동으로 전년 대비 6.03% 성장했다. 박닌성 경제구조는 산업에 크게 집중되어 있으며, 산업 및 건설 부문이 70.3%, 서비스 부문이 22.34%, 농업과 수산업이 나머지를 차지한다. 또한, 박닌성은 외국인 직접투자(FDI) 유치에서 전국을 선도하고 있는데, 2024년에 신규 등록 투자액이 약 18억 달러에 달하며, 삼성, 캐논, 암코어와 같은 대기업들이 옌퐁, 께보, VSIP와 같은 주요 산업단지에 투자하고 있다. 특히 삼성은 대규모 전자제품 생산 공장을 운영하며 수출에 크게 기여하고, 지역 주민들에게 수만 개의 일자리를 제공하고 있다.
박장성과 합병 후, 새로운 박닌성은 약 439,800억 동의 경제 규모로 베트남에서 다섯 번째로 큰 GRDP를 기록하는 ‘슈퍼 산업성’으로 거듭났다. 국세 수입은 5조 동 이상으로 증가했으며, 누적 FDI 투자액은 445억 달러에 달한다. 박닌성의 전자산업 강점과 박장성의 보조산업 및 첨단 농업이 결합해 완전한 생산-가공-수출 가치 사슬을 형성했다. 또한, 하노이-박장 고속도로, 제4환상도로, 하노이-박닌 메트로 개발 계획 등 교통 인프라가 크게 개선되어 새로운 박닌성의 경제 및 사회 발전을 촉진하고 있다.

## 기후
| Bắc Ninh의 기후          | Bắc Ninh의 기후 | Bắc Ninh의 기후 | Bắc Ninh의 기후 | Bắc Ninh의 기후 | Bắc Ninh의 기후 | Bắc Ninh의 기후 | Bắc Ninh의 기후 | Bắc Ninh의 기후 | Bắc Ninh의 기후 | Bắc Ninh의 기후 | Bắc Ninh의 기후 | Bắc Ninh의 기후 | Bắc Ninh의 기후 |
| 월                       | 1월             | 2월             | 3월             | 4월             | 5월             | 6월             | 7월             | 8월             | 9월             | 10월            | 11월            | 12월            | 연간            |
| ------------------------ | --------------- | --------------- | --------------- | --------------- | --------------- | --------------- | --------------- | --------------- | --------------- | --------------- | --------------- | --------------- | --------------- |
| 일평균 최고 기온 °C (°F) | 19.3 (66.7)     | 21.7 (71.1)     | 24.7 (76.5)     | 28.8 (83.8)     | 30.9 (87.6)     | 32.5 (90.5)     | 32.3 (90.1)     | 31.6 (88.9)     | 30.6 (87.1)     | 28.6 (83.5)     | 25.1 (77.2)     | 20.8 (69.4)     | 27.2 (81.0)     |
| 일일 평균 기온 °C (°F)   | 16.1 (61.0)     | 18.2 (64.8)     | 21 (70)         | 24.9 (76.8)     | 27.7 (81.9)     | 28.8 (83.8)     | 28.7 (83.7)     | 27.9 (82.2)     | 26.8 (80.2)     | 24.7 (76.5)     | 21.2 (70.2)     | 17.1 (62.8)     | 23.6 (74.5)     |
| 일평균 최저 기온 °C (°F) | 12.8 (55.0)     | 14.9 (58.8)     | 17.8 (64.0)     | 21.7 (71.1)     | 24.2 (75.6)     | 25.9 (78.6)     | 26 (79)         | 25.3 (77.5)     | 24 (75)         | 21.5 (70.7)     | 17.7 (63.9)     | 13.4 (56.1)     | 20.4 (68.8)     |
| 평균 강우량 mm (인치)    | 44 (1.7)        | 37 (1.5)        | 62 (2.4)        | 101 (4.0)       | 264 (10.4)      | 294 (11.6)      | 325 (12.8)      | 355 (14.0)      | 230 (9.1)       | 115 (4.5)       | 63 (2.5)        | 36 (1.4)        | 1,926 (75.9)    |
| 평균 상대 습도 (%)       | 71              | 74              | 77              | 78              | 79              | 80              | 81              | 85              | 81              | 75              | 72              | 68              | 77              |
| 출처: climate-data.org   |                 |                 |                 |                 |                 |                 |                 |                 |                 |                 |                 |                 |                 |

## 문화
박닌성은 수천 년의 역사를 가진 풍부한 전통 문화를 자랑하는 지역이다. 가장 두드러진 것은 '박닌 꽌호'(Quan họ)로, 공동체성이 강한 독특한 민속 가곡이며, 2009년 유네스코 인류무형문화유산으로 등재되었다. 꽌호는 단순한 노래 대답이 아니라 마을 공동체의 결속과 베트남 킨북 지역 사람들의 소통 문화의 아름다움을 상징한다.
관호 외에도 박닌성에는 다음과 같은 다양한 문화유산이 있다:
- 전통 공예 마을: 동호(Đông Hồ) 민화, 도자기, 자수, 목조 조각 등 전통 공예가 발달해 민족 문화 가치를 보존하고 계승한다.
- 전통 축제: 정교한 건축미를 자랑하는 딘방(Đình Bảng) 마을 축제, 야외 관호 노래 공연이 열리는 림(Lim) 축제, 경양왕(Kinh Dương Vương) 축제, 리 왕조를 기리는 덴도(Đền Đô) 축제 등이 있다.
- 고건축물: 리(Lý), 쩐(Trần), 레(Lê) 왕조 시대의 정교한 목조 조각이 돋보이는 사당, 사원, 절이 다수 보존되어 있다.
- 민간 신앙: 인간과 자연, 조상과의 조화로운 관계를 나타내는 전통 제례와 의식이 전해 내려오고 있다.

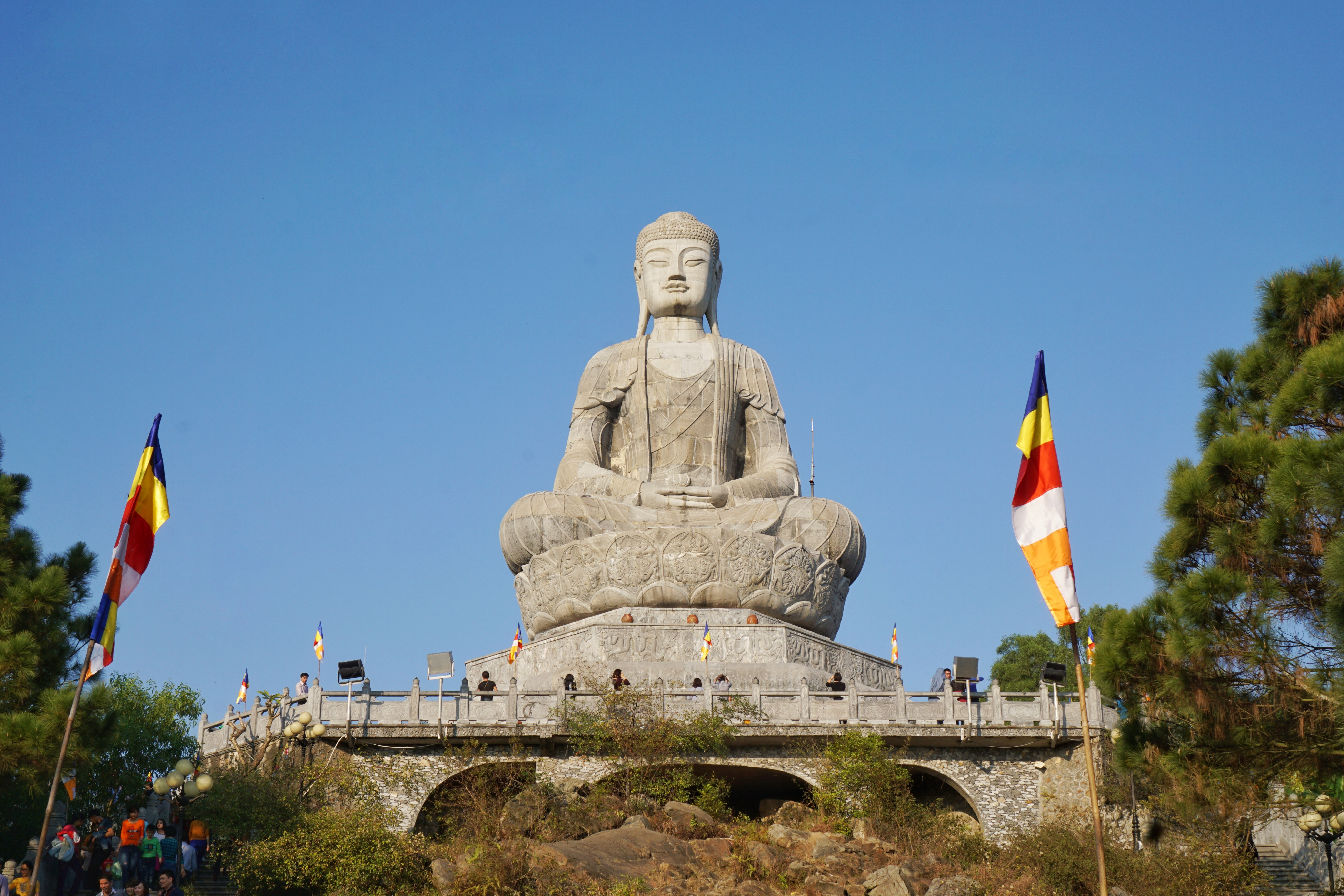
리 왕조 시대 조각 예술을 대표하는 팟띡 사원(Phật Tích) 아미타불 상

박닌성이 박장성과 통합된 후, 낑박 (베트남 경북) 지역의 뛰어난 문화적 가치를 이어받는 동시에 박장성의 다양한 문화유산도 함께 품게 되었다. 박장성은 쑤엉장( Xương Giang) 사당, 보다(Bổ Đà) 사원, 빙응이엠 (Vĩnh Nghiêm) 사원 등 역사적 명소와 따이(Tày), 눙(Nùng), 자오(Dao) 등 소수민족 고유의 전통 축제로 유명하다.
두 지역 문화의 융합은 신앙, 축제, 전통 예술, 민속 생활의 다양하고 풍부한 모습을 만들어 내어, 새롭게 확장된 박닌성의 문화적 정체성을 더욱 풍성하게 한다. 이는 현대화와 통합 시대 속에서 문화관광 발전과 문화유산 보존의 기회를 확대하며, 베트남 북부에서 다문화적 특색이 살아있는 매력적인 여행지로 자리매김하는 데 기여한다.

## 대표 인물:
박닌성은 사회에 중요한 공헌을 한 많은 인물들의 고향입니다.
- 레 반 탱 (Lê Văn Thịnh)
- 응우옌 당 다오 (Nguyễn Đăng Đạo)
- 황 꾸옥 비엣 (Hoàng Quốc Việt)
- 부미엔 (Vũ Miên)
- 부뚜 (Vũ Tú)